# Набонид
Набонид е последният владетел на Нововавилонското царство, управлявал от 556 пр.н.е. – 539 пр.н.е.
По произход арамеец, Набонид се стреми да обедини арамейските племена за борба с персите. Издигнат от жреческото съсловие, той предприема религиозни реформи и живее далеч от Вавилон, поверявайки властта на сина си Балтазар. Набонид се опитва да наложи постепенно култа на Син – бога на Луната – като върховно божество, при това не в традиционния му вавилонски вариант, а с арамейска символика и форма. С тази религиозна политика Набонид се стреми да създаде могъща държава, обединявайки многобройните арамейски племена от Близкия изток, сред които култът на Син е много популярен.
Религиозните реформи на Набонид го довеждат до конфликт с храмовото жречество във Вавилон, Борсипа, Урук и други градове. През 539 пр.н.е. попада в персийски плен и вероятно е екзекутиран от Кир II Велики.